# Heinz-Dieter Lömm
Heinz-Dieter Lömm (* 18. Oktober 1943 in Nesselwang), häufig nur Dieter Lömm genannt, ist ein ehemaliger deutscher Fußballspieler.

## Karriere
Bis Juni 1965 spielte Lömm beim BV Altenessen in der Verbandsliga Niederrhein.
Seine Profikarriere begann er beim FC Schalke 04 in der Saison 1965/66. Weitere Neuzugänge bei den „Königsblauen“ waren Klaus Fichtel, Gerhard Neuser, Alfred Pyka, Josef Elting und Heinz Pliska. Sein Debüt gab der Allgäuer am 20. Oktober 1965 unter Trainer Fritz Langner, als seine Mannschaft am neunten Spieltag 0:3 gegen den TSV 1860 München verlor. Jedoch kam er im Anschluss kaum noch zu Einsätzen, lediglich zwischen dem 17. und dem 22. Spieltag kam er gegen Tasmania Berlin (2:1), dem VfB Stuttgart (2:0), dem Karlsruher SC (0:1) und dem 1. FC Köln (0:0) noch zum Spielen.
Weil er keine Chancen auf einen Stammplatz sah, wechselte Lömm in die Regionalliga West, damals noch zweithöchste Klasse Deutschlands, zum Aufsteiger Bonner SC. Beim BSC debütierte der Mittelfeldtechniker unter Trainer Günther Glomb und an der Seite der Mitspieler Uwe Kleina, Werner Grau und Manfred Cremer am 21. August 1966 beim torlosen Auswärtsremis im Stadion am Zoo gegen den Wuppertaler SV. Lömm absolvierte 32 Ligaspiele und erzielte drei Tore; Bonn stieg am Ende der Saison 1966/67 aber in die Verbandsliga Mittelrhein ab und er wechselte innerhalb der Liga zu Arminia Bielefeld. Beim Rundenstart 1967/68, am 13. August 1967, bildete er bei der von Trainer Hans Wendlandt geführten DSC-Elf beim 2:2-Remis bei RW Oberhausen mit Torjäger Ernst Kuster und Ulrich Braun das Innentrio. Bielefeld belegte den vierten Platz und Lömm hatte 30 Ligaspiele absolviert und sechs Tore erzielt. Nach der mittelmäßigen Spielzeit 1968/69 (7. Platz) ging Heinz-Dieter Lömm in seine Heimatstadt Essen zurück und unterschrieb zur Runde 1969/70 einen Vertrag bei Schwarz-Weiß Essen. 
Am Essener Uhlenkrug traf er auf den jungen Trainer Horst Witzler und Mitspieler wie Rolf Bauerkämper, Wolfgang Glock, Heiko Mertes und Torjäger Rolf Kucharski (20 Tore). Lömm absolvierte 33 Spiele (4 Tore) für die ETB-Elf und die Schwarz-Weißen landeten auf dem fünften Rang.
Zur Saison 1970/71 nahm der Wuppertaler SV ihn unter Vertrag. Seine Zeit bei den „Bergischen“ (1970 bis 1975) wurde zu der erfolgreichsten seiner Karriere. Unter Trainer Horst Buhtz entwickelte er sich zu einem „hängenden Linksaußen“ und dies wurde zu seinem Markenzeichen. Mit lediglich einem Punkt Rückstand hinter Bochum und Düsseldorf beendeten die Rot-Blauen 1971 seine Debütrunde. In 31 Ligaeinsätzen hatte der mannschaftsdienliche Techniker im WSV-Mittelfeld drei Tore erzielt. Seine zweite Saison bei Wuppertal überstrahlte aber alles. Mit 111:23 Toren und 60:8 Punkten – in den Heimspielen 33:1 Punkte – wurde der WSV überlegen Meister und Lömm hatte in 33 Spielen selbst drei Tore erzielt. Viel wichtiger waren aber seine Vorlagen im Zusammenspiel mit dem Flügelflitzer Gustav Jung auf den sensationellen Torjäger Günter Pröpper mit 52 Torerfolgen. Auch in der Aufstiegsrunde waren die Buhtz-Schützlinge nicht zu stoppen: aus acht Begegnungen erreichten sie die maximale Punktezahl von 16 Zählern; Lömm hatte alle acht Partien der Aufstiegsrunde in die Fußball-Bundesliga bestritten.
Mit dem identischen Team der Aufstiegsrunde startete der WSV am 16. September 1972 in die Fußball-Bundesliga. Manfred Müller im Tor, davor die Abwehrkette mit Manfred Cremer, Emil Meisen, Erich Miß und Manfred Reichert sowie das Mittelfeld mit Herbert Stöckl, Jürgen Kohle, Bernhard Hermes und Lömm und den zwei Spitzen Gustav Jung und Günter Pröpper holten sich am 16. September 1972 mit einem 2:0-Heimerfolg gegen den 1. FC Kaiserslautern die ersten zwei Punkte. Am Rundenende belegte Wuppertal den vierten Rang und war damit für den UEFA-Cup der Saison 1973/74 qualifiziert. Lömm hatte in der Bundesliga 31 Ligaspiele absolviert. In den folgen zwei Runden sank das Leistungsniveau der Buhtz-Schützlinge aber dramatisch. Mit seinem Tor zum 2:2 gegen den VfB Stuttgart in der 82. Minute des 34. und letzten Spieltages der Saison 1973/74, welches auch sein einziges Tor im deutschen Oberhaus blieb, sicherte der Mittelfeldspieler seinem Verein ein weiteres Jahr Bundesliga. Auch im UEFA-Cup überstand man nicht die erste Runde gegen Ruch Chorzow (1:4/5:4). Das dritte Bundesligajahr beendete der WSV als 18. und stieg in die 2. Bundesliga ab. Das letzte Bundesligaspiel absolvierte der 31-jährige Lömm am 7. Juni 1975 beim 0:0-Remis in Berlin gegen Tennis Borussia.
Nach dem Abstieg des WSV als zweitschlechtester Absteiger nach Tasmania Berlin wechselte er zum FV Würzburg 04. Nach dem Aufstieg in die 2. Fußball-Bundesliga kam der Routinier an der Seite von Mitspielern wie Friedhelm Groppe, Walter Szaule, Hans Schmidradner und Lothar Emmerich 1976/77 nochmals auf 21 Spiele (1 Tor) in der 2. Liga und beendete im Sommer 1977 seine Profikarriere.
Nach Ende seiner Profikarriere wechselte er zur Saison 1977/78 zum Offenburger FV in die Amateurliga Südbaden. Der angepeilte Aufstieg mit ihm als Regisseur in die neugegründete Oberliga Baden-Württemberg gelang. Zur Saison 1978/79 übernahm Lömm den Posten eines Spielertrainers beim Verbandsligisten FC 08 Tuttlingen.

## Erfolge
Wuppertaler SV
- Aufstieg in die Bundesliga: 1972
- Platz 4 in der Bundesliga (und die Qualifikation zum UEFA-Pokal): 1973

Offenburger FV
- Aufstieg in die Oberliga Baden-Württemberg: 1977/78